# Syllepte retractalis
Syllepte retractalis là một loài bướm đêm trong họ Crambidae.